# Пайют (индейская резервация)
Пайют (англ. Paiute Reservation) — индейская резервация южных пайютов, расположенная в юго-западной части штата Юта, США.

## История
В 1851 году на юге Юты стали селиться мормонские поселенцы, с которыми южные пайюты поддерживали мирные отношения. С началом 1870-х годов правительство США начало переселять южных пайютов в резервации.
В период с 1940-х по 1960-е годы, когда проводилась политика прекращения федерального надзора и контроля над индейскими племенами, резервации пайютов были упразднены, а племенные земли распределены между отдельными лицами или племенными организациями. До 1954 года каждая группа южных пайютов имела свою отдельную резервацию и действующее племенное правительство. Сенатор от штата Юта Артур Вивиан Уоткинс выступил за принятие публичного закона № 762 от 1 сентября 1954 года, что привело к прекращению всей федеральной ответственности за индейскими племенами. Пайюты штата вновь добились федерального признания — 3 апреля 1980 года Конгресс США принял акт, результатом которого стал Закон о восстановлении.

## Группы
Племя состоит из пяти составляющих групп, которые были независимыми сообществами на протяжении сотен лет.
- Индиан-Пикс (Kwee’choovunt, «Люди вершин») — группа впервые получила федеральное признание 2 августа 1915 года и имеет земли в округе Айрон, 425 акров[4]. Штаб-квартира группы находится в городе Сидар-Сити[5]. Председателем группы является Тамра Борчардт-Слейтон.
- Канош (Kawnaw’os, «Ивовый кувшин») — первоначально получила федеральное признание 11 февраля 1929 года, имеет земли в округе Миллард, 2039 акров[4]. Штаб-квартира группы находится в городе Канош[6]. Председателем группы является Дарлин Аррум.
- Кушарем (Paw goosawd’uhmpuhtseng, «Люди водяного клевера») — впервые получила федеральное признание 3 марта 1928 года, имеет земли в округе Севир, 1273 акра[4]. Штаб-квартира группы находится в городе Ричфилд[7]. Их председателем группы является Тони Канош.
- Сидар (Suh’dutsing, «Народ кедра») — получила федеральное признание 3 апреля 1980 года в соответствии с Законом о восстановлении индейского племени пайютов штата Юта. Территория группы находится в округе Айрон, 2000 акров[4]. Штаб-квартира группы находится в городе Сидар-Сити[8]. Председателем является Делис Том.
- Шивуитс (See’veetseng, «Народ беловатой земли») — первоначально получила федеральное признание 3 марта 1891 года, имеет земли в округе Вашингтон, 28 153 акра[4]. Штаб-квартира группы находится в городе Айвинс[9]. Председателем группы является Хоуп Силвас.

## География
Резервация расположена на юго-западе Юты и состоит из десяти несмежных участков, которые расположены в четырёх округах. В порядке убывания площади территории этими округами являются — Вашингтон, Айрон, Миллард и Севир.
Общая площадь резервации составляет 131,16 км², из них 131,13 км² приходится на сушу и 0,03 км² — на воду. Административным центром резервации является город Сидар-Сити.

## Демография
Согласно федеральной переписи населения 2020 года в резервации проживало 230 человек, насчитывалось 143 домашних хозяйств и 94 жилых дома. Средний доход на одно домашнее хозяйство в индейской резервации составлял 39 297 долларов США. Около 27 % всего населения находились за чертой бедности, в том числе 49,4 % тех, кому ещё не исполнилось 18 лет, и 8 % старше 65 лет.
Расовый состав распределился следующим образом: белые — 15 чел. (6,52 %), афроамериканцы — 2 чел. (0,86 %), коренные американцы (индейцы США) — 176 чел. (76,53 %), азиаты — 1 чел. (0,43 %), океанийцы — 0 чел., представители других рас — 4 чел. (1,74 %), представители двух или более рас — 32 человека (13,92 %); испаноязычные или латиноамериканцы любой расы составили 25 человек (10,87 %). Плотность населения составляла 1,75 чел./км².

## Комментарии
1. ↑  В состав резервации входит часть населённого пункта.